# Xyrichtys virens
Xyrichtys virens es una especie de peces de la familia Labridae en el orden de los Perciformes.

## Distribución geográfica
Se encuentra en el Pacífico sudoccidental y al este del Pacífico central.